# Luís Bianchi
Luís Bianchi é um político brasileiro.
Foi deputado à Assembleia Legislativa de Santa Catarina na 5ª legislatura (1963 — 1967).